# Fins que li va arribar l'hora
Fins que li va arribar l'hora (títol original en italià C'era una volta il West) és una pel·lícula italiana dirigida per Sergio Leone i estrenada l'any 1968. Ha estat doblada al català.

## Argument
Brett McBain, granger vidu d'origen irlandès, viu amb els seus fills en una finca aixecada sobre el terreny arenós i desèrtic de l'Oest americà. Allà pensa que serà feliç amb la seva segona dona, Jill, que ha d'arribar des de Nova Orleans, i a la qual prepara una festa de benvinguda. Però abans, una partida de bandolers acaba amb les vides de Mac i els seus fills. Quan Jill arriba a la hisenda queda impressionada per una matança que ningú s'explica.

## Comentaris
Després de l'èxit de l'anomenada "Trilogia del dòlar" (Per un grapat de dòlars, La mort tenia un preu i El bo, el lleig i el dolent), Sergio Leone estava preparat per embarcar-se en el que havia de ser el projecte de la seva vida: Hi havia una vegada a Amèrica, una història de gàngsters jueus durant l'època de la Prohibició, que acabaria convertint-se en el seu testament cinematogràfic. No obstant això, no va ser així.
La Paramount Pictures, després de comprovar com les seves pel·lícules, comptant amb un pressupost ajustadíssim havien aconseguit tants ingressos a taquilla, volien que repetís recepta, de manera que li van demanar que fes un nou western, i que després ja podria començar el seu projecte sobre gàngsters. Tot i que aquesta vegada, li van concedir un pressupost de 5 milions de dòlars i la possibilitat de treballar amb Henry Fonda.
Va elaborar un primer esbós de guió, després del qual cridaria al seu amic Luciano Vincenzoni, amb qui ja havia treballat anteriorment a La mort tenia un preu, i també a Dario Argento i Sergio Donati, per elaborar juntament amb ells el guió definitiu. En un principi, el film semblava massa llarg i la Paramount va decidir retallar-la per deixar la versió americana de la cinta en 145 minuts (en lloc dels més dels 160 previstos inicialment).
Sergio Leone va començar el rodatge al Monument Valley, al desert, rendint així un homenatge a grans directors de western americans com John Ford i Howard Hawks. Però després va decidir tornar al desert de Tabernas d'Almeria que tan bon resultat li havia donat en les seves anteriors pel·lícules.
A Fins que li va arribar l'hora, hi ha resumit gairebé el gènere sencer: el ferrocarril, els pistolers a sou, els bandits, el personatge enigmàtic que arriba de cap lloc buscant venjança, els pioners, la dona de dubtós passat i caràcter indomable... Però aquesta pel·lícula va suposar una revolució en el cinema, ja que Sergio Leone va emprar unes preses de càmera que no s'havien fet abans tot utilitzant tècniques innovadores, canviant els clixés clàssics del gènere.
Fins que li va arribar l'hora s'ha de degustar plàcidament. Les seqüències com l'arribada de Jill a l'estació de Flagstone, el viatge pel Monument Valley o el duel final entre Harmònica i Frank són antològiques.

## Repartiment
- Claudia Cardinale: Jill McBain
- Charles Bronson: Harmònica
- Jason Robards: Cheyenne
- Henry Fonda: Frank
- Gabriele Ferzetti: Morton
- Paolo Stoppa: Sam
- Woody Strode: Stony
- Jack Elam: Snaky
- Keenan Wynn: Xèrif
- Frank Wolff: Brett McBain
- Lionel Stander: Barman
- Al Mulock: Knuckles

## Banda sonora
La banda sonora fou composta per Ennio Morricone i exerceix un paper fonamental, a més de ser de gran qualitat. El director li va concedir tanta importància a aquest apartat, que va fer que la banda sonora es compongués abans que la mateixa pel·lícula, participant activament amb el mateix Ennio Morricone en la composició. 	